# Lucianisch-portugiesische Beziehungen
Die lucianisch-portugiesischen Beziehungen beschreiben das zwischenstaatliche Verhältnis von St. Lucia und Portugal. Die Länder unterhalten direkte diplomatische Beziehungen.
Die Beziehungen gelten als unbelastet, aber mangels Berührungspunkten bisher wenig intensiv.
Im Jahr 2017 war ein Staatsbürger St. Lucias in Portugal gemeldet, im Distrikt Lissabon. In St. Lucia war im gleichen Zeitraum kein Portugiese konsularisch registriert.

## Geschichte

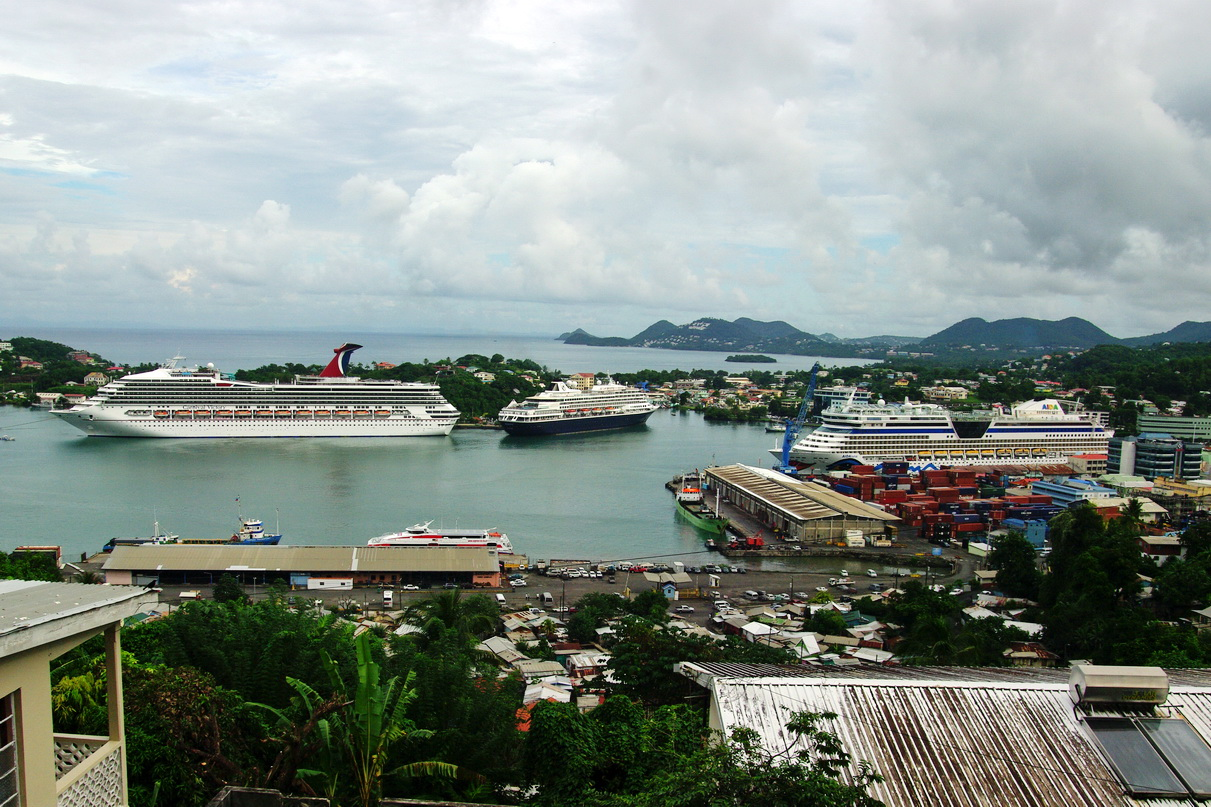
Kreuzfahrtschiffe im Hafen von Castries: die Karibikinsel St. Lucia ist in Portugal vor allem als exklusives Reiseziel und Station bei Karibikkreuzfahrten bekannt

St. Lucia wurde um 1500 von Christoph Kolumbus für Spanien entdeckt. Gemäß dem Vertrag von Tordesillas fiel die Insel in die spanische Sphäre, so dass keine besonderen Beziehungen zum Portugiesischen Kolonialreich entstanden. Danach wurde die Insel zunächst französisch, dann britisch.
Für die Plantagenwirtschaft, mit der insbesondere Zuckerrohranbau betrieben wurde, holten die Kolonialherren Sklaven in steigender Zahl auf die Insel. Zu einem nicht unwesentlichen Teil stammten diese aus portugiesischen Besitzungen entlang der Westküste Afrikas, bis zur Abschaffung der Sklaverei im Jahr 1834.
St. Lucia wurde 1979 von Großbritannien unabhängig. Die offiziellen Kontakte zu Portugal intensivierten sich danach jedoch nur wenig.
In den 1990er Jahren gingen beide Länder direkte diplomatische Beziehungen ein. Augusto Martins Gonçalves Pedro, Portugals Botschafter in Kolumbien, doppelakkreditierte sich am 3. März 1999 in der lucianischen Hauptstadt Castries als erster portugiesischer Botschafter. Dabei hob er für die portugiesische Seite den Willen hervor, trotz der Einschränkung durch die geografische Entfernung die politische und wirtschaftliche Zusammenarbeit zu intensivieren. Er unterstrich zudem, dass Portugal weiterhin St. Lucia und andere AKP-Staaten unterstützen werde, die Bevorzugungsregelungen mit der EU aufrechtzuerhalten, insbesondere im Bezug auf die Frage der Bananenimporte.

## Diplomatie
Portugal unterhält keine eigene Botschaft in St. Lucia, das Land gehört zum Amtsbezirk der portugiesischen Botschaft in der kolumbianischen Hauptstadt Bogotá. Portugiesische Konsulate bestehen ebenfalls nicht auf St. Lucia.
St. Lucias hat ebenfalls keine eigene Botschaft in Portugal, zuständig ist die lucianische Vertretung in Brüssel. Auch Konsulate führt St. Lucia in Portugal nicht.

## Wirtschaft

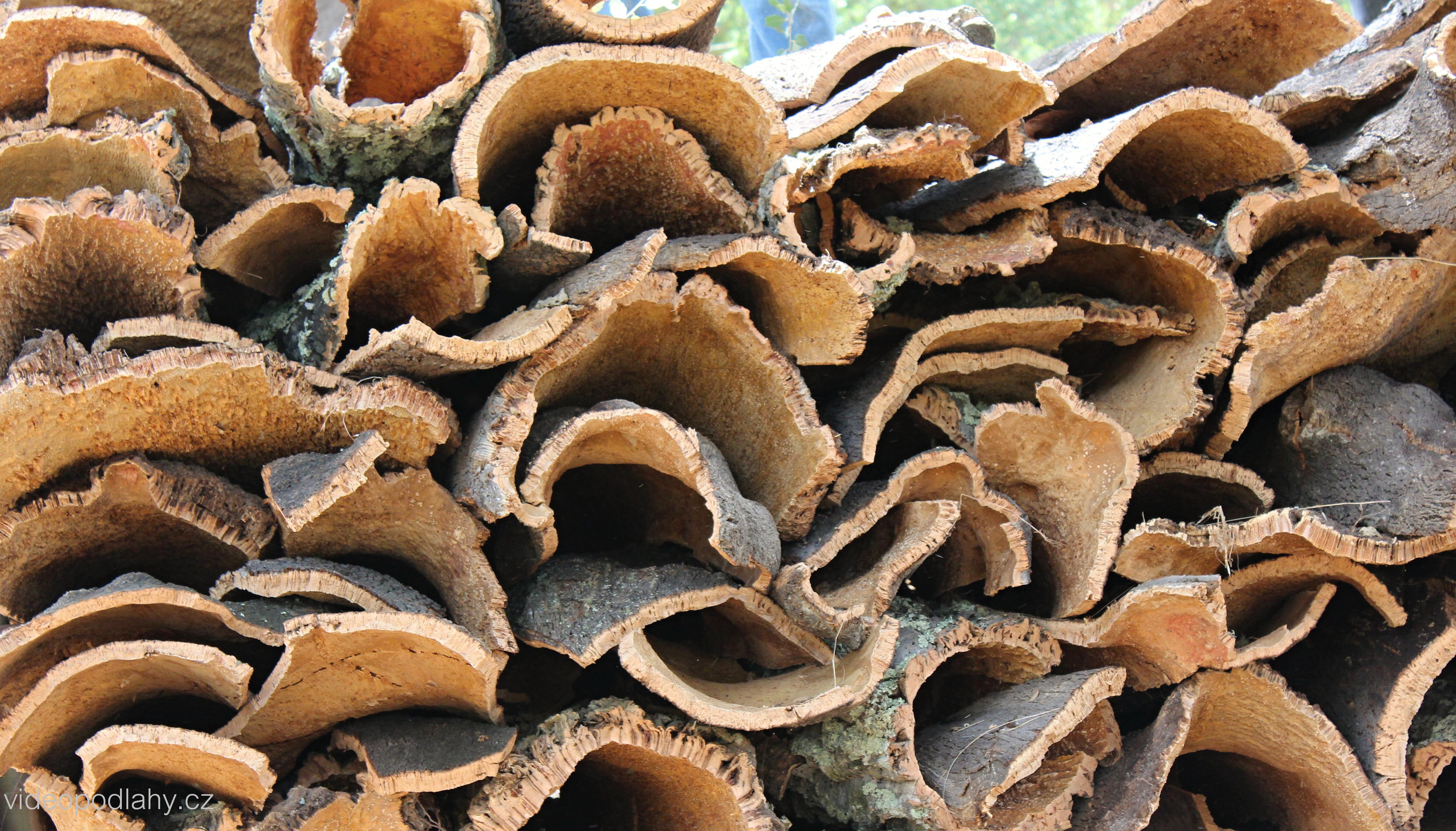
Geschälte Korkrinde in Südportugal: Korkprodukte bestimmen den lucianisch-portugiesischen Handel

Die portugiesische Außenhandelskammer AICEP unterhält keine Niederlassung in St. Lucia, zuständig ist das AICEP-Büro in der kolumbianischen Hauptstadt Bogotá.
Im Jahr 2017 exportierte Portugal Waren im Wert von 55.000 Euro nach St. Lucia (2016: 105.000; 2015: 113.000; 2014: 30.000; 2013: 36.000), ausschließlich Korkprodukte.
St. Lucia lieferte im gleichen Zeitraum keine Waren an Portugal, auch für die vorherigen Jahren sind keine lucianischen Ausfuhren nach Portugal vermerkt.
Damit stand St. Lucia für den portugiesischen Außenhandel an 197. Stelle als Abnehmer, während Portugal die 59. Stelle unter den Lieferanten im lucianischen Außenhandel einnahm.

## Kultur
Ein Teil des Buches Fünf seines Epos Omeros ließ der lucianische Schriftsteller Derek Walcott, Träger des Literaturnobelpreises 1992, in Lissabon spielen. Der angolanische Schriftsteller José Eduardo Agualusa widmete die Ausgabe vom 30. Dezember 2024 seiner Hörfunksendung A Hora da Cigarra beim Sender RDP África diesem Teil des Werks.

## Sport

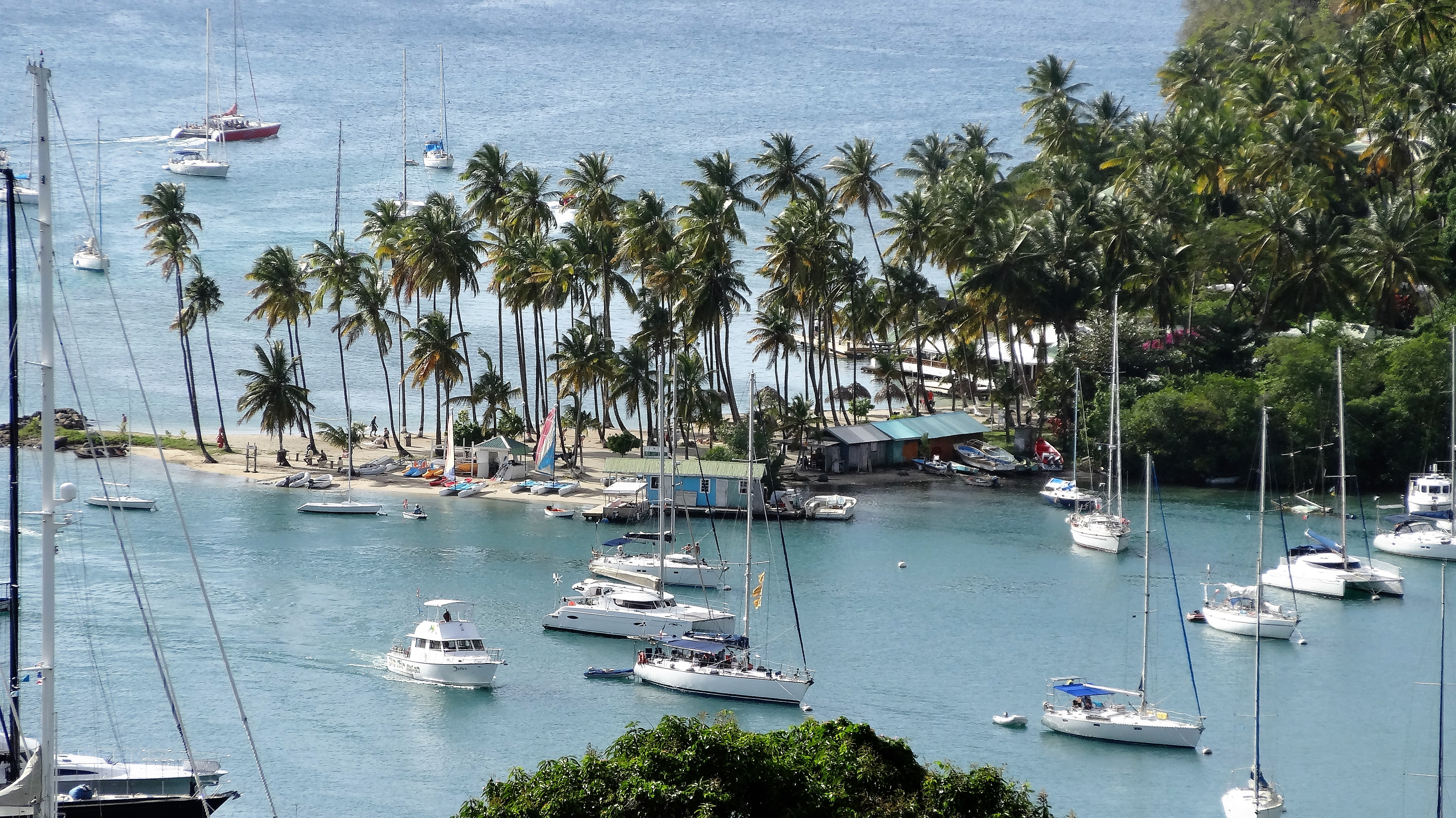
Segelboote in einer Bucht von St. Lucia: im Segelsport bestehen die regelmäßigsten sportlichen Kontakte zwischen St. Lucia und Portugal

Der Nationalsport auf St. Lucia ist Cricket, das in Portugal nur wenig verbreitet ist. Die Auswahlen beider Länder sind bisher noch nicht aufeinander getroffen (Stand: Februar 2019).
Auch in Portugals Nationalsport Fußball haben die lucianische und die portugiesische Fußballnationalmannschaft bisher noch nicht gegeneinander gespielt (Stand März 2019).
Zu den international bedeutendsten Veranstaltungen in St. Lucia zählt der jährliche Zieleinlauf des transatlantischen ARC-Segelwettbewerbs. Segelteams aus Portugal gehören zu den regelmäßigsten Teilnehmern.